# Argyroeides magon
Argyroeides magon là một loài bướm đêm thuộc phân họ Arctiinae, họ Erebidae.